# Walter Calderón
Walter Richard Calderón Carcelén, conhecido como Walter Calderón é um ex-futebolista equatoriano. Atuava como atacante.

## Títulos
Deportivo Cuenca
- Campeonato Equatoriano de Futebol: 2004

Deportivo Quito
- Campeonato Equatoriano de Futebol: 2008

LDU Quito
- Copa Sul-Americana: 2009
- Campeonato Equatoriano de Futebol: 2010

## Ligações Externas
- Perfil na FEF